# Jungle World
Jungle World és un setmanari d'esquerres en llengua alemanya editat a Berlín i distribuït a tota Alemanya.

## Història
El diari Jungle World va ser fundat el 1997 com a escissió del diari marxista Junge Welt. La discòrdia la va generar la decisió de l'aleshores gerent del diari Dietmar Koschmieder, que pretenia destituir al cap de la redacció, Klaus Behnken. Això no obstant, la majoria de l'equip de redacció es va manifestar en contra d'aquest propòsit (entre d'altres Jürgen Elsässer, Klaus Behnken, Bernd Beier, Ivo Bozic, Andreas Dietl, Jürgen Kiontke, Martin Krauß, Stefan Ripplinger, Heike Runge, Heiko von Schrenk, Ralf Schröder, Wolf-Dieter Vogel, Beate Willms i Elke Wittich).
Segons el diari alemany Taz, l'objectiu de Dietmar Koschmieder era "portar a terme una neteja de redactors de tendències d'esquerra radical". En senyal de protesta, gairebé tot l'equip de redacció del diari Junge Welt va ocupar les oficines i, com a resultat, va néixer el nou diari. Als seus inicis, Jungle World es va publicar sense capital inicial ni mitjans de producció, i solament es va poder mantenir als quioscs gràcies al gran suport dels lectors i la solidaritat d'altres mitjans de comunicació.
El 2007, amb motiu del seu desè aniversari, Jungle World es va sotmetre a una reestructuració del seu contingut i disseny. El diari van passar a incloure una suplement que inclou articles sobre temes culturals, crítica literària, opinió i sàtira, un extens dossier que ocupa la major part de la revista i una contra-portada amb còmics. El diari, per altra banda, continua ocupant-se dels clàssics temes d'actualitat política, incloent anàlisis crítiques sobre assumptes nacionals i internacionals, debats i una entrevista.
Des de l'abril de 2008, el diari també compta amb una pàgina web que inclou blogs i altres continguts addicionals a la versió impresa.

## Tendència política
Jungle World té per objectiu ser un diari on hi tinguin cabuda diferents postures d'esquerra. S'autodefineix com a "rotatiu de les esquerres no dogmàtiques" i com a "plataforma per a debats d'esquerres i contracorrents subculturals".
En l'espectre polític, cal situar Jungle World entre l'esquerra radical i l'esquerra heterodoxa, per bé que amb freqüència els moviments antiimperialistes són sotmesos a dures crítiques per la redacció, que titlla molts d'aquests moviments d'acrítics i nacionalistes.
Des de la seva fundació, la principal línia política del diari ha anat variant. A partir dels atemptats de l'11 de setembre de 2001, per exemple, va publicar articles defensant les intervencions militars a l'estranger per part de les potències occidentals, fet que va provocar el rebuitg dels grups antiimperialistes.
El 2002, el diari també va ser objecte de dures crítiques per part de nombrosos moviments d'esquerra alemanys, que es qüestionaven l'ambigua posició del diari sobre la guerra de l'Iraq i no compartien les crítiques que el diari llençava a la postura antibèl·lica que Gerhard Schröder havia pres durant la seva campanya de reelecció com a Canceller d'Alemanya. Així mateix, els moviments d'esquerra també van incidir contra la postura pro-israelista del rotatiu.
Amb freqüència, el rotatiu publica articles d'autors que s'inscriuen al moviment dels Antideutschen (un grup antifeixista d'extrema esquerra i antinacionalista aparegut els anys 1990 a Alemanya que es desmarca del moviment antiimperialista i que, degut a la responsabilitat històrica d'Alemanya envers els jueus, defensa el sionisme i la política colonialista d'Israel a Cisjordània). Això no obstant, és precisament la revista Bahamas, de línia política explícitament Antideutsch, qui regularment sotmet a dures crítiques al diari Jungle World. Contradictòriament, per altra banda, l'Oficina Federal de Protecció de la Constitució de l'Estat Federat de Brandenburg (Verfassungsschutz des Landes Brandenburg), en el seu informe de 2005, considerava el diari Jungle World com una de les publicacions més importants adscrites al moviment dels Antideutschen, juntament amb la revista Bahamas.

## Tiratge
El tiratge de Jungle World va patir una forta caiguda en només tres anys, al passar de 17.000 exemplans el 2001 a només 12.000 exemplars el 2004. Segons fonts del diari, el gener de 2011 el nombre d'exemplars venuts s'havia recuperat i rondava els 16.250.